# Leon Zawistowski
Leon Łada-Zawistowski (ur. 7 listopada?/19 listopada 1873 w Kijowie, zm. 12 października 1944 w Pogwizdowie) – generał brygady Wojska Polskiego, kawaler Orderu Virtuti Militari.

## Życiorys
Leon Zawistowski urodził się 19 listopada 1873 w Kijowie, w rodzinie Ignacego, profesora gimnazjum. Po ukończeniu sześcioklasowej szkoły realnej w Rydze wstąpił do Szkoły Junkrów w Czugujewie. Następnie pełnił zawodową służbę w Armii Imperium Rosyjskiego. W szeregach tej armii walczył w czasie I wojny światowej. W czasie działań wojennych dostał się do niewoli niemieckiej.
Jako były oficer armii rosyjskiej zwolniony z obozu jeńców reskryptem Rady Regencyjnej z 25 października 1918 roku został przydzielony do podległego jej Wojska Polskiego i mianowany na stopień majora. Przydzielony do 1 pułku piechoty i mianowany dowódcą placu w Zambrowie. Tam 31 grudnia 1918 przystąpił do organizacji Kowieńskiego pułku strzelców. 12 lutego 1919 na czele pułku liczącego zaledwie 173 żołnierzy wyruszył na front z zadaniem objęcia odcinka nad Niemnem i nawiązania kontaktu z bolszewikami. 26 lutego dowodził pułkiem w natarciu na stację Różanka. W okresie od 12 do 19 kwietnia dowodził Grupą swojego imienia w skład której wszedł Kowieński pułk strzelców, półbatalion Białostockiego ps, półtora szwadronu ułanów i pluton artylerii. Pod jego rozkazami grupa stoczyła walki o stację Nowojelnia i Nowogródek. 22 maja 1920 został zatwierdzony z dniem 1 kwietnia 1920 w stopniu pułkownika, w piechocie, w „grupie byłych Korpusów Wschodnich i byłej armii rosyjskiej”. Dowództwo pułku zdał 25 lipca 1920 po czym został mianowany dowódcą III Brygady w 2 Dywizji Litewsko-Białoruskiej i Grupy „Orawy”. Od 13 do 16 sierpnia 1920 pełnił obowiązki dowódcy 2 Dywizji Litewsko-Białoruskiej. Następnie dowodził XXXIX Brygadą Piechoty.
W 1921, po zakończeniu wojny z bolszewikami i przejściu wojska na stopę pokojową, został wyznaczony na stanowisko dowódcy piechoty dywizyjnej 26 Dywizji Piechoty w Skierniewicach, pozostając oficerem nadetatowym 85 pułku piechoty w Nowej Wilejce. W maju 1924 został przeniesiony do Katowic na takie samo stanowisko w 23 Dywizji Piechoty.
3 listopada 1926 Prezydent RP Ignacy Mościcki mianował go dowódcą 5 Dywizji Piechoty we Lwowie. 16 marca 1927 Prezydent RP awansował go na generała brygady. Dywizją dowodził do 18 lutego 1928. Z dniem 30 czerwca 1928 został przeniesiony w stan spoczynku. Mieszkał w Białej Szlacheckiej, w powiecie pajęczańskim. W grudniu 1938 figurował na liście wypłat kawalerów VM.
Leon Zawistowski był żonaty ze Stefanią Grodziecką, siostrą Bolesława Grodzieckiego. Stefania otrzymała od Katarzyny i Anny Gołębowskich dwór w Białej.

## Awanse
- podporucznik – 1896
- porucznik – 1901
- sztabskapitan – 1904
- kapitan – 1911
- major – 25 października 1918
- podpułkownik
- pułkownik – 3 maja 1922 zweryfikowany ze starszeństwem z dniem 1 czerwca 1919 i 29. lokatą w korpusie oficerów zawodowych piechoty[11]
- generał brygady – 16 marca 1927 ze starszeństwem z dniem 1 stycznia 1927 i 6. lokatą w korpusie generałów

## Ordery i odznaczenia
- Krzyż Srebrny Orderu Wojskowego Virtuti Militari (1922)[12]
- Krzyż Niepodległości (23 grudnia 1933)[13]
- Krzyż Walecznych – czterokrotnie